# Balneário Rincão
Balneário Rincão is een gemeente in de Braziliaanse deelstaat Santa Catarina.